# Проваско (Ла Специја)
Проваско је насеље у Италији у округу Ла Специја, региону Лигурија.
Према процени из 2011. у насељу је живело 30 становника. Насеље се налази на надморској висини од 7 м.